# Gypsy Heart Tour
De Gypsy Heart Tour (Spaans: Corazón Gitano Tour) was de derde concerttournee van de Amerikaanse zangeres Miley Cyrus. Met de tournee werd haar derde studioalbum Can't Be Tamed uit 2010 promotioneel ondersteund. De tournee begon op 29 april 2011 en eindigde op 2 juli 2011.

## Aankondiging
De tournee werd aangekondigd op 21 maart 2011, na Cyrus' verschijning op Saturday Night Live. De eerste tourdata werden aangekondigd in Zuid-Amerika. De datums in Australië, de Filipijnen, Costa Rica, Panama en Mexico volgden al snel in een interview met het tijdschrift OK!. Cyrus trad met haar Gypsy Heart Tour niet op in Noord-Amerika. Miley Cyrus vertelde zelf: "I just think right now America has gotten to a place where I don’t know if they want me to tour or not. Right now I just want to go to the places where I am getting the most love and Australia and South America have done that for me. I'm kind of going to the places where I get the most love. I don’t want to go anywhere where I don’t feel completely comfortable with it."

## Verkoop
Het eerste optreden vond plaats in het Estadio Olímpico Atahualpa in Quito, Ecuador. Het tweede en derde optreden waren in Lima (Peru) en Santiago (Chili).
De verkoop voor het vierde Miley Cyrus-concert in het River Plate Stadium in Buenos Aires, Argentinië, was erg succesvol. Op de eerste verkoopdag werden er al meer dan 30.000 toegangskaarten verkocht, een record in de verkoop. Het stadion heeft een capaciteit van 64.000 mensen. De kaartjes waren al snel allemaal verkocht en voor het concert van 6 mei 2011 was het stadion vol en moesten zelfs 1000 fans worden teleurgesteld. Cyrus was hiermee de tweede vrouw na Madonna die het River Plate Stadion uitverkocht. Na het concert waren de media en internationale critici lovend over haar succes. Miley Cyrus werd genoemd als meest succesvolle Disney-ster.
Het concert is niet op dvd uitgebracht.

## Programma
1. "Liberty Walk"
2. "Party in the U.S.A."
3. "Kicking and Screaming"
4. "Robot"
5. "I Love Rock 'n' Roll" / "Cherry Bomb" / "Bad Reputation"
6. "Every Rose Has Its Thorn"
7. "Obsessed"
8. "Forgiveness and Love"
9. "Fly on the Wall"
10. "7 Things"
11. "Scars"
12. "Smells Like Teen Spirit"
13. "Stay"
14. "Can't Be Tamed"
15. "Landslide"
16. "Take Me Along"
17. "The Driveway"
18. "The Climb"

Toegift
1. "See You Again"
2. "My Heart Beats for Love"
3. "Who Owns My Heart"